# Жученки
Жученки та Жуковські — козацько-старшинські, згодом дворянські роди єдиного походження. Засновником роду був Яків. Син Іван, що жив у I-й половині XVII століття, козакував і був у боях з татарами. Його дочка, Олександра Іванівна, була ігуменею Будищанського жіночого монастиря (1679), син, Федір Іванович, полтавським полковником, одна з дочок останнього, Любов Федорівна, стала дружиною генерального судді Василя Кочубея — активною учасницею змови проти гетьмана Івана Мазепи, друга дочка Параска була дружиною Івана Іскри, страченого разом з Василем Кочубеєм за донос на Івана Мазепу. Також видавши заміж доньку за Івана Черняка породичався з впливовими тоді Черняками. Син його брата Якова Роман був чоловіком доньки Філона Гаркуші. Таким чином Жученки протягом тривалого часу, прямо чи опосередковано, мали значний вплив у Полтаві.
Нащадком роду по чоловічій лінії був племінник полтавського полковника, Петро Тимофійович — полтавський полковий сотник (1676–77) та наказний полковник (1676), сотник сорочинський (1715–19).
Гілка роду, що взяла початок від старшого онука Петра Тимофійовича, священика Григорія Яковича, стала зватися Жуковськими, а та, що походила від молодшого, значкового товариша Кирила Яковича (бл. 1743 — р.с. невід.), зберегла прізвище Жученко.
До гілки Жуковських належали державні діячі Російської імперії — брати Микола Васильович (1793—1852) — оренбурзький (1832–35), волинський (1835–37), калузький (1837–43), санкт-петербурзький (1843–46) цивільний губернатор, таємний радник (1843), сенатор (1846) — і Григорій Васильович (1800–80) — генерал-лейтенант, таврійський губернатор (1870–72), сенатор (1872).
Роди внесено до 2-ї та 6-ї ч. Родовідних книг Полтавської, Оренбурзької і 6-ї ч. Родовідної книги Тамбовської губерній.
Існують також роди Жуків і Жуковських зовсім іншого походження.